# أندرو ساكس
أندرو ساكس (بالإنجليزية: Andrew Sachs) (و. 1930 – 2016 م) هو ممثل كوميدي، ومؤدي أصوات، وممثل أفلام، وممثل مسرحي، وممثل تلفزي بريطاني، ولد في برلين، توفي عن عمر يناهز 86 عاماً، بسبب خرف وعائي.

## التعليم
تعلم في William Ellis School ‏
.

## وصلات خارجية
- أندرو ساكس على موقع IMDb (الإنجليزية)
- أندرو ساكس على موقع روتن توميتوز (الإنجليزية)
- أندرو ساكس على موقع ألو سيني (الفرنسية)
- أندرو ساكس على موقع ميوزك برينز (الإنجليزية)
- أندرو ساكس على موقع أول موفي (الإنجليزية)
- أندرو ساكس على موقع قاعدة بيانات الأفلام السويدية (السويدية)
- أندرو ساكس على موقع ديسكوغز (الإنجليزية)
- أندرو ساكس على موقع قاعدة بيانات الفيلم (الإنجليزية)
- أندرو ساكس على موقع كينوبويسك (الروسية)